# Fritz Wunderlich
Fritz Wunderlich, celým jménem Friedrich Karl Otto Wunderlich (26. září 1930, Kusel – 17. září 1966, Heidelberg) byl německý operní pěvec (tenorista). Proslul zejména interpretací mozartovského repertoáru. Narodil se v falckém Kuselu v roce 1930. Zemřel při nehodě po pádu ze schodů ve věku 35 let.

## Nahrávky
- 1962 Georg Friedrich Händel: Xerxes - Xerxes, Sbor a Symfonický orchestr Bavorského rozhlasu řídí Rafael Kubelík.